# Holcocera pugionaria
Holcocera pugionaria é uma espécie de mariposa do gênero Holcocera pertencente à família Coleophoridae.